# 刚占标
刚占标（1955年3月—），辽宁辽阳人。1974年6月参加工作，1976年6月加入中国共产党。吉林大学研究生院世界经济专业毕业，研究生学历。现任中国人民政治协商会议吉林省第十届委员会副主席、党组副书记。

## 生平
1991年，任长春市政府秘书长。1993年，升任长春市副市长。1999年，改任济南市副市长。2000年，任吉林省经贸委主任。2001年，任中共吉林市委副书记、市长。2004年，因中百商厦发生特大火灾事故而辞职。后任吉林省重大项目办公室主任，吉林省委副秘书长等职务。2008年4月，任中共吉林省委统战部部长。2012年2月，当选为吉林省政协副主席。2016年6月，卸任中共吉林省委统战部部长职务。
2008年，当选第十一届全国政协委员，代表特别邀请人士，分入第五十七组。